# An Horse

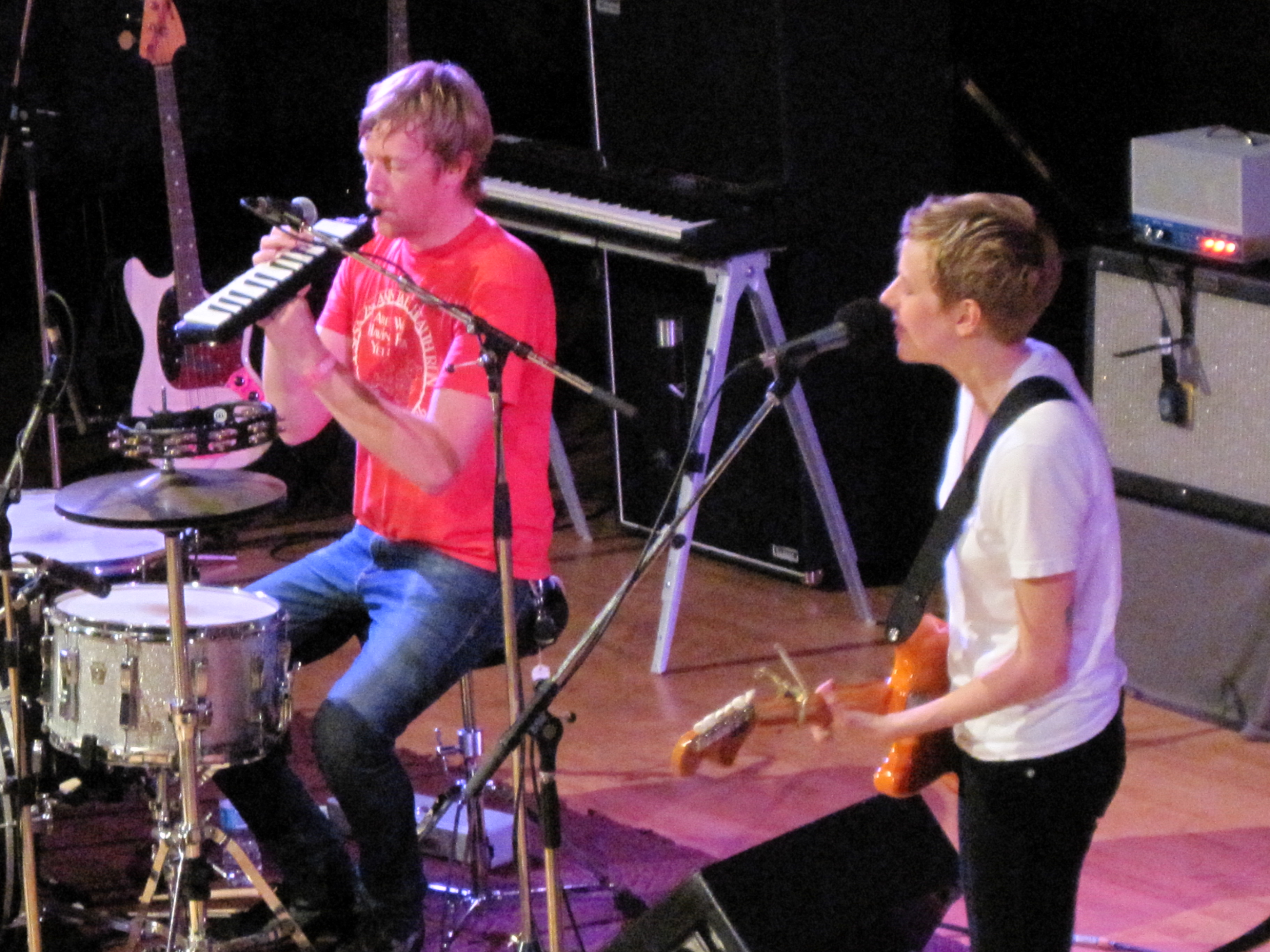
An Horse (2009)

An Horse ist ein seit 2007 bestehendes Indie-Rock-Duo aus Brisbane, Australien.

## Geschichte
Kate Cooper und Damon Cox lernten sich bei der Arbeit bei einem Plattenladen namens Skinny's kennen. Im Jahre 2007 begannen sie gemeinsam Musik zu machen, nachdem sie im Plattenladen eine PA installieren, an der sie nach der Arbeit probten. Die Herkunft des Bandnamens kam von einem Grammatikstreit zwischen Kate Cooper und ihrem Nachbarn über die Verwendung von „an“ vor einem Wort mit H. Er machte ihr einen Pullover mit der Aufschrift „An Horse“, seitdem bestand er darauf, dass es richtig war. Die korrekte Formulierung lautet natürlich „a horse“.
2008 veröffentlichten An Horse ihre erste EP Not Really Scared. Im gleichen Jahr tourte das Duo gemeinsam mit Tegan and Sara durch Nordamerika und im August mit Death Cab for Cutie durch Australien. Am 19. März 2010 wurde das Debütalbum Rearrange Beds von dem Hamburger Indie-Label Grand Hotel van Cleef veröffentlicht. In den vergangenen Monaten tourte man gemeinsam mit Simon Den Hartog, Sänger von den Kilians, erstmals durch Deutschland, Österreich und die Schweiz.
Am 29. April 2011 veröffentlichten An Horse das zweite Album Walls. Vorab wurde am 22. April 2011 die Single Dressed Sharply ausgekoppelt. Im Vorfeld der Veröffentlichungen spielten An Horse eine Tour, im Sommer folgten auch Auftritte auf den Festivals Hurricane und Southside.
Gemeinsam mit Tim Neuhaus wurde am 14. Oktober 2011 eine Split-EP veröffentlicht, welche die neue Single Not Mine und den Song Lines beheimatet. Ende Oktober gingen beide Künstler gemeinsam auf Tournee durch Deutschland, Österreich und der Schweiz.

## Diskografie

### Studioalben
- 2009: Rearrange Beds
- 2011: Walls
- 2019: Modern Air

### Singles
- 2010: Camp Out
- 2010: Postcards
- 2011: Dressed Sharply

### EPs
- 2008: Not Really Scared
- 2010: Rearrange Beds (Remix-EP)